# Thysanoessa vicina
Thysanoessa vicina är en kräftdjursart som beskrevs av Hansen 1911. Thysanoessa vicina ingår i släktet Thysanoessa och familjen lysräkor. Inga underarter finns listade i Catalogue of Life.